# الفهيدات (القويعية)
الفهيدات، هي قرية من فئة (ب) تقع في محافظة القويعية، والتابعة لمنطقة الرياض في السعودية. وتبعد الفهيدات عن محافظة القويعية بمسافة تقارب () كم.